# Jean Racine
Jean Baptiste Racine (rasín), francoski klasicistični književnik, * 21. december 1639, La Ferté-Milon, † 21. april 1699, Pariz.

## Življenjepis
Rodil se je leta 1639 v kraju La Ferté-Milon v meščanski družini. Šolal se je pri janzenistih v Port-Royalu, ki so s svojo moralno strogostjo in osebno religioznostjo, katera je našla pred tem odmev že pri Pascalu, močno vplivali tudi na poznejše Racinovo delo. Po prihodu v Pariz se je janzenistom na zunaj odtujil, se začel močno zanimati za gledališče in v gledaliških krogih živel posvetno življenje. Kmalu je uspel s tragedijami in komedijami, vendar je po uspehu Fedre nehal pisati za gledališče ter postal uradni dvorni zgodovinopisec Ludvika XIV.; njegov odnos s kraljem se je na starost ohladil, ko se je vrnil k strogi janzenistični pobožnosti.

## O književnikovemu delu
Snovi Racinovih dram so vzete iz antične mitologije, svetega pisma in orientalske zgodovine. Prva dela je napisal po Corneillovem zgledu, vendar se kmalu usmeril na nova vsebinska in oblikovna pota. Namesto junaških likov  si je za glavno temo izbral ljubezen, ki pa je zmeraj postavljena v konkretno dvorsko ali plemiško okolje z njegovimi spletkami, bojem za oblast ipd. Medtem ko je Corneille prikazoval boj volje in čustev različnih junakov, kaže Racine predvsem spor volje in strasti znotraj enega samega junaka, pri čemer strast večidel zmaga nad razumom. Racinova dramatika je zato bolj intimno psihološka, na zunaj statična, v slogu preprosta, jasna in dognana. Kompozicija se ravna po strogih pravilih o treh enotnostih, ki jih je zahteval klasicizem (enotnost dogajanja, časa in prostora). Drami Estera in Atalija, pa sta že odsev pisateljevega obrata nazaj v janezistično krščanstvo.

## Glavna dela
- Britanik (Britannicus, 1669)
- Berenika (Bérénice, 1670)
- Bajazit (Bajazet, 1672)
- Mitridat (Mithridate, 1673)
- Ifigenija (Iphigénie, 1674)
- Fedra (Phèdre, 1677)
- Estera (Esther, 1689)
- Atalija (Athalie, 1691)
- zgodovinska razprava Oris zgodovine Port-Royala (Abrégé de i'histoire de Port-Royal, 1692)